# Euproctis signata
Euproctis signata is een vlinder uit de familie spinneruilen (Erebidae), onderfamilie donsvlinders (Lymantriinae). De wetenschappelijke naam van deze soort is voor het eerst geldig gepubliceerd in 1844 door Blanchard.
De soort komt voor in tropisch Afrika.